# Ardebil (stad)
Ardebil of Ardabil (Perzisch: اردبیل) is een stad in het noordwesten van Iran. Het is het centrum van de gelijknamige provincie Ardebil. De bevolking werd in 2011 geschat op ongeveer 483.000 inwoners. Ardebil ligt ongeveer 70 km van de Kaspische Zee, niet ver van Azerbeidzjan.
De stad kende haar bloeiperiode ten tijde van de Safawieden, een dynastie die van 1501 tot 1736 over Iran (Perzië) heerste.
In de stad zijn de mausolea van diverse heersers te zien.

## Geboren
- Ismail I (1487-1524), sjah van Perzië
- Ali Daei (1969), voetballer
- Karim Ansarifard (1990), voetballer